# Pieni Kuolajärvi
Pieni Kuolajärvi är en sjö i Finland. Den ligger i kommunen Kittilä i landskapet Lappland, i den norra delen av landet, 900 km norr om huvudstaden Helsingfors. Pieni Kuolajärvi ligger 340,8 meter över havet. Arean är 27,9 hektar och strandlinjen är 3,24 kilometer lång. Sjön  ingår i Kemi älvs huvudavrinningsområde. 